# Bergklematis
Bergklematis (Clematis montana) är en art i familjen ranunkelväxter som förekommer naturligt i Afghanistan, norra Pakistan, norra Indien, Bhutan, Nepal och Kina. Arten kan odlas som trädgårdsväxt i södra Sverige.
Sorter och hybrider av bergklematis förs vanligen till montanaklematisar.

## Synonymer
Clematis insularialpina Hayata
Clematis kuntziana H. Léveillé & Vaniot
Clematis spooneri var. subglabra S. Y. Hu.